# Medúlla
A 2004-es Medúlla Björk hatodik nagylemeze. Az album címe a velő latin megfelelőjéből származik. A dalok szinte teljes egészében a cappella jellegűek.
A lemezt két Grammy-díjra jelölték (legjobb női popénekes teljesítmény, legjobb alternatív zenei album), több országban listavezető volt. Szerepel az 1001 lemez, amit hallanod kell, mielőtt meghalsz című könyvben.

## Az album dalai
|     | Cím                                                              | Szerző(k)                             | Hossz |
| --- | ---------------------------------------------------------------- | ------------------------------------- | ----- |
| 1.  | Pleasure Is All Mine                                             | Björk                                 | 3:26  |
| 2.  | Show Me Forgiveness                                              | Björk                                 | 1:23  |
| 3.  | Where Is the Line                                                | Björk                                 | 4:41  |
| 4.  | Vökuró                                                           | Jórunn Viðar, Jakobína Sigurðardóttir | 3:14  |
| 5.  | Öll Birtan                                                       | Björk                                 | 1:52  |
| 6.  | Who Is It (Carry My Joy on the Left, Carry My Pain on the Right) | Björk                                 | 3:57  |
| 7.  | Submarine                                                        | Björk                                 | 3:13  |
| 8.  | Desired Constellation                                            | Björk, Olivier Alary                  | 4:55  |
| 9.  | Oceania                                                          | Björk, Sjón                           | 3:24  |
| 10. | Sonnets/Unrealities XI                                           | Björk, E. E. Cummings                 | 1:59  |
| 11. | Ancestors                                                        | Björk, Tagaq                          | 4:08  |
| 12. | Mouth's Cradle                                                   | Björk                                 | 4:00  |
| 13. | Miðvikudags                                                      | Björk                                 | 1:24  |
| 14. | Triumph of a Heart                                               | Björk                                 | 4:04  |

## Fordítás
Ez a szócikk részben vagy egészben a Medúlla című angol Wikipédia-szócikk ezen változatának fordításán alapul.  Az eredeti cikk szerkesztőit annak laptörténete sorolja fel. Ez a jelzés csupán a megfogalmazás eredetét és a szerzői jogokat jelzi, nem szolgál a cikkben szereplő információk forrásmegjelöléseként.